# Racomitrium sulcipilum
Racomitrium sulcipilum är en bladmossart som beskrevs av Jean Édouard Gabriel Narcisse Paris 1898. Racomitrium sulcipilum ingår i släktet raggmossor, och familjen Grimmiaceae. Inga underarter finns listade i Catalogue of Life.